# تل هودجز
تل هودجز، هو جبل يقع في جبال كاتسكيل في نيويورك جنوب غرب فرانكلين. يقع تل قالب في الجنوب الجنوبي الشرقي ويقع تل القمح شمال تل هودجز.